# Anizocytoza
Anizocytoza – występowanie we krwi erytrocytów, których średnica znacznie odbiega od normy, wynoszącej 6,7–7,7 μm. W przypadku niedokrwistości wywołanej niedoborem żelaza lub niedokrwistości hemolitycznej mikrosferocytowej obserwuje się pojawienie mikrocytów (tj. erytrocytów o zmniejszonym rozmiarze), natomiast w niedokrwistości Addisona-Biermera (niedokrwistości złośliwej) – tzw. makrocytów (tj. erytrocytów o zwiększonym rozmiarze).